# Лыжный переход Москва — Комсомольск-на-Амуре
Лыжный переход Москва — Комсомольск-на-Амуре — лыжный переход в СССР, совершенный в 1936 году.

## История
Лыжно-пеший переход Москва — Комсомольск-на-Амуре стартовал в Орехово-Зуево 31 декабря 1935 года и 1 января 1936 года продолжился из Москвы. Был посвящён X съезду ВЛКСМ.
Участники перехода — пять комсомольцев-физкультурников завода «Карболит» Орехово-Зуева — Власов Константин Михайлович (начальник команды), Аборкин Василий (политрук), Астафьев Михаил, Моисеев Владимир, Сидоров Виктор преодолели 9420 км, из них последние 3650 км от Байкала, после того как сошёл снег — пешком.
Финишировали спортсмены 10 июня 1936 года в Комсомольске-на-Амуре, находясь в пути 162 дня, из них 126 — ходовых. Среднесуточная скорость составила 74,7 км.
Постановлением Президиума ЦИК СССР все участники перехода были награждены орденами «Знак Почета», которые в Москве им вручил 10 ноября 1936 года Михаил Иванович Калинин.

## Интересные факты
- Квартирьером перехода был Владимир Савченко, который до этого был участником лыжного перехода Бочкарево — Москва. Савченко ехал по железной дороге и встречал участников в городах. В его обязанность входило: подготовка ночлега, бани, медосмотры, стирка белья и ремонт обуви.
- В январе 1956 года, в двадцатилетие перехода, четверо участников — В. Аборкин, К. Власов, М. Астафьев и В. Сидоров — встретились в редакции журнала «Огонёк» в Москве.